# Zauri Macharadze
Zauri Anzorovič Macharadze (in ucraino Заурі Анзорович Махарадзе?; Balta, 17 gennaio 1992) è un calciatore ucraino, portiere del Meshakht'e T'q'ibuli.

## Statistiche

### Presenze e reti nei club
Statistiche aggiornate al 5 novembre 2018.
| Stagione               | Squadra                | Campionato             | Campionato | Campionato | Coppe nazionali | Coppe nazionali | Coppe nazionali | Coppe continentali | Coppe continentali | Coppe continentali | Altre coppe | Altre coppe | Altre coppe | Totale | Totale |
| Stagione               | Squadra                | Comp                   | Pres       | Reti       | Comp            | Pres            | Reti            | Comp               | Pres               | Reti               | Comp        | Pres        | Reti        | Pres   | Reti   |
| ---------------------- | ---------------------- | ---------------------- | ---------- | ---------- | --------------- | --------------- | --------------- | ------------------ | ------------------ | ------------------ | ----------- | ----------- | ----------- | ------ | ------ |
| 2011-2012              | Olimpik Donec'k        | 2.PL                   | 4          | -8         | CU              | 0               | 0               | -                  | -                  | -                  | -           | -           | -           | 4      | -8     |
| 2012-2013              | Olimpik Donec'k        | 2.PL                   | 19         | -24        | CU              | 1               | -3              | -                  | -                  | -                  | -           | -           | -           | 20     | -27    |
| 2013-2014              | Olimpik Donec'k        | 2.PL                   | 23         | -19        | CU              | 0               | 0               | -                  | -                  | -                  | -           | -           | -           | 23     | -19    |
| 2014-2015              | Olimpik Donec'k        | PL                     | 13         | -35        | CU              | 5               | -4              | -                  | -                  | -                  | -           | -           | -           | 18     | -39    |
| 2015-2016              | Olimpik Donec'k        | PL                     | 19         | -22        | CU              | 1               | 0               | -                  | -                  | -                  | -           | -           | -           | 20     | -22    |
| 2016-2017              | Olimpik Donec'k        | PL                     | 31         | -41        | CU              | 0               | 0               | -                  | -                  | -                  | -           | -           | -           | 31     | -41    |
| 2017-2018              | Olimpik Donec'k        | PL                     | 19+5       | -24 + -6   | CU              | 0               | 0               | UEL                | 2                  | -3                 | -           | -           | -           | 24     | -30    |
| Totale Olimpik Donec'k | Totale Olimpik Donec'k | Totale Olimpik Donec'k | 133        | -179       |                 | 7               | -7              |                    | 2                  | -3                 |             | -           | -           | 142    | -189   |
| 2018-2019              | Zorja                  | PL                     | 9          | -8         | CU              | 1               | -1              | UEL                | 1                  | -1                 | -           | -           | -           | 10     | -9     |
| Totale carriera        | Totale carriera        | Totale carriera        | 142        | -187       |                 | 8               | -8              |                    | 3                  | -4                 |             | -           | -           | 153    | -199   |

## Palmarès

### Club

#### Competizioni nazionali
- Perša Liha: 1

Olimpik Donec'k: 2013-2014